# 發條

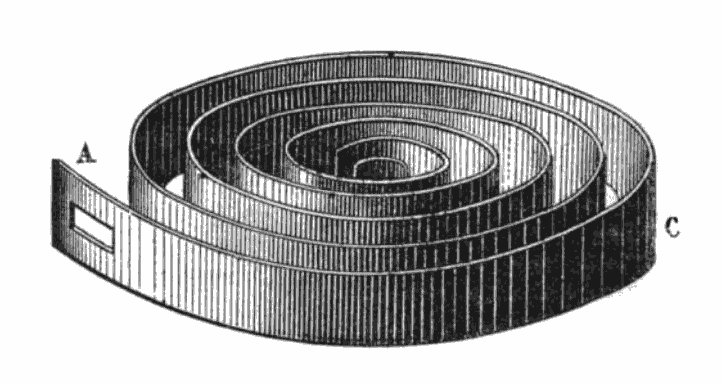
發條

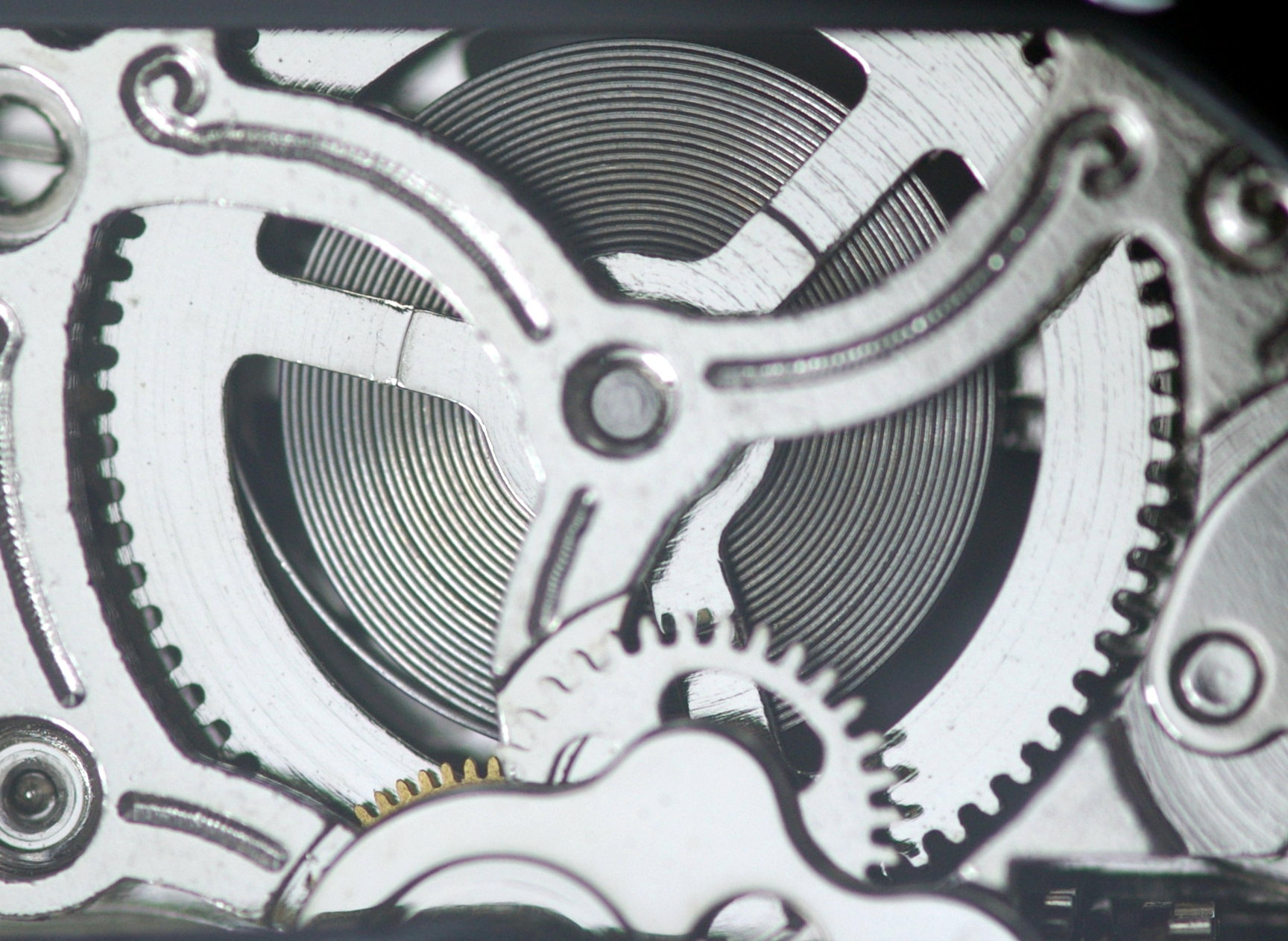
裝在自動機械錶內的發條

發條是螺旋帶狀金屬扭力彈簧，亦稱發條彈簧，為手動機械錶與某些時鐘、玩具的動力來源。                   
用力旋转发条后带动后面的扭力弹簧旋紧，即可提供动力。发条的能量会随着机芯的运行逐渐减弱，发条利用的是杠杆原理。
早期的發條用碳鋼合金製成，自1945年以來，已陸續被多種新的特殊合金（添加鈷、鉬、或鈹的鐵、鎳、鉻），以及冷軋合金（結構硬化）所取代。